# Brigate anarchiche operanti nella resistenza italiana
Le brigate anarchiche operanti nella resistenza italiana furono attive durante la seconda guerra mondiale, soprattutto nel Centro e Nord Italia.

## Toscana

### Pistoia e zone limitrofe
- A Pistoia combatte la brigata anarchica Squadre Franche Libertarie Silvano Fedi, nucleo fondato dallo stesso Silvano Fedi insieme a Egisto e Minos Gori[2], Tito e Mario Eschini e Tiziano Palandri e composta da 53 miliziani[3]. Oltre alla guerriglia contro i nazifascisti, la brigata è impegnata anche nel rifornimento di armi per altre formazioni partigiane e nella liberazione dei compagni catturati. Fedi, figura di combattente divenuta leggendaria, cade in un'imboscata dai risvolti poco chiari, in quanto tesa da italiani, come testimonia l'anarchico Enzo Capecchi, che per un breve periodo succederà Fedi al comando. Fedi riceverà la Medaglia d'Argento al Valor Militare. Sotto il comando di Artese Benesperi, la brigata "Silvano Fedi" è la prima ad entrare nella Pistoia liberata dai nazifascisti[4]. Alle 5 del mattino, appena la brigata entra in città, la bandiera rossa e nera degli anarchici viene issata sul campanile del duomo, per poi essere sostituita da un tricolore qualche ora più tardi.
- A Lucca e in Garfagnana agisce la brigata autonoma Manrico Ducceschi, formata in buona parte da anarchici, che ha al suo attivo la cattura di circa 8000 nazifascisti e perde circa 300 uomini[5].

### Carrarese e Lunigiana
Una citazione dal sito ANPI sintetizza in modo chiaro la situazione in questa zona:
nella guerra antifranchista di Spagna ben 40 apuani, di cui due donne, avevano partecipato con le armi in pugno contro i fascisti spagnoli. E che dire dell’eroico comandante della formazione “Elio” (Elio Wochiecevich), che il generale Francesco Sacchetto, nella sua qualità di ex militare del Comitato di Liberazione di Carrara giudicò: «combattente per la libertà, dal coraggio spinto fino alla temerarietà, il Comandante che seppe infondere con l’esempio nei propri gregari entusiasmo, fiducia e devozione»
(da )
In Lunigiana una nota formazione anarchica dall'indiscussa efficienza militare fu il battaglione "Lucetti" (la cui canzone, Dai monti di Sarzana, si può trovare qui). La "Lucetti", citata nel libro Il coraggio del pettirosso di Maurizio Maggiani, è una della tante formazioni anarchiche su cui la storiografia ha dato scarse informazioni. Secondo Maggiani, nemmeno i nazifascisti riuscirono a stanare dalle montagne i partigiani della "Lucetti", ma solo i carabinieri dopo la Liberazione.
Altri gruppi furono la brigata "Michele Schirru", o "Lucetti 2", la divisione Lunense delle Brigate Garibaldi,  la SAP "R. Macchiarini",  la SAP-Fai e la formazione "Elio Wochiecevich", al cui vicecomandante, Giovanni Mariga, venne assegnata la Medaglia d'Oro al Valor Militare, rifiutata per coerenza nei confronti dell'ideologia anarchica. Nella brigata militava anche Belgrado Pedrini.
La Resistenza anarchica fu particolarmente sviluppata in una zona dalle solide tradizioni libertarie e nella quale i nazifascisti, nell'agosto del 1944, perpetrarono massacri immondi come quello di Sant'Anna di Stazzema (560 morti), di Vinca (173 morti), di San Terenzo Monti (163 morti) ecc.

### Livorno
A Livorno, i gruppi anarchici sono tra i primi ad impossessarsi delle armi custodite nelle diverse caserme dalla città e nei locali dell'Accademia Navale di Antignano. Vengono successivamente inquadrati nei Gruppi d'Azione Patriottica (GAP) e nelle Brigate d'assalto Garibaldi. Le formazioni con una forte componente anarchica operano nelle zone di Pisa, Livorno e nella Maremma, anche al fine di rifornire di armi altre bande partigiane. Tra le figure di spicco ci sono Virgilio Antonelli, confinato ed incarcerato dai fascisti senza soluzione di continuità dal 1926 al 1941, e Giovanni Biagini, noti in modo particolare per le iniziative per la liberazione di partigiani rastrellati e incarcerati.

### Firenze
A Firenze, il Partito d'Azione forma una banda armata sul Monte Morello. Il comandante è un anarchico, Lanciotto Ballerini, che morirà in combattimento. Nello scontro in cui rimase ucciso, Lanciotto affrontò da solo il nemico dando modo al grosso dei compagni di fuggire, riuscendo ad infliggere grosse perdite agli attaccanti e cadendo infine eroicamente alla mitragliatrice. Gli venne assegnata la Medaglia d'Oro al Valor Militare alla Memoria. La sua vicenda ricorda quella del sovietico Fjodor, il gigante russo (soldato dell'Armata Rossa fuggitivo ed ancora adesso molto amato dai genovesi), e di Mario Betto, Spartaco. Nella zona operava un altro noto comandante partigiano Aligi Barducci, nome di battaglia POTENTE, anch'egli insignito della Medaglia d'Oro al Valor Militare. Nella formazione di Barducci confluiranno i miliziani di Ballerini dopo la morte di quest'ultimo. 

### Grosseto
si ricordano Pietro Bianconi

## Lombardia

### Milano
A Milano, oltre ad alcuni gruppi minori, le formazioni anarchiche di maggior peso operativo furono le brigate "Bruzzi Malatesta".

### Pavia , Como , Brescia
A Como è attiva la banda "Amilcare Cipriani", comandata da Tarcisio Robbiati. Nella zona di Pavia operano anche le brigate "Bruzzi Malatesta", in particolare la 2ª Brigata "Errico Malatesta", comandata da Antonio Pietropaolo. A Brescia l'ala anarchica converge in una formazione mista Giustizia e Libertà -garibaldina; fra gli aderenti a questa formazione si ricordano Bortolo Ballarini e Ettore Bonometti.

### Lomellina
Anche in Lomellina, a parte squadre anarchiche indipendenti composte da pochi miliziani, le più importanti formazioni anarchiche erano le brigate "Bruzzi Malatesta".

## Piemonte

### Torino
A Torino industriale, con base formativa all'interno della Fiat, combatte contro i nazifascisti la brigata anarchica 33º battaglione SAP "Pietro Ferrero". Fra i caduti della brigata ci sono Dario Cagno, fucilato in quanto corresponsabile dell'uccisione del gerarca Domenico Giardina, e Ilio Baroni, che Torino ha ricordato con una lapide, già combattente negli Arditi del Popolo a Piombino e che muore durante l'insurrezione nella zona delle "Ferriere Piemontesi".

## Gruppi di difficile inquadramento
Nelle medesime zone agivano anche squadre anarchiche autonome di piccola consistenza e delle quali è difficile recuperare documentazione.

## Emilia-Romagna

### Ravenna
A Ravenna, nella 28ª Brigata Garibaldi, si ha una massiccia presenza anarchica. In questa formazione militano: Pirro Bartolazzi che, con Ulisse Merli, è fra i dirigenti del CLN provinciale; Guglielmo Bartolini, che ha già subito 25 anni di carcere fascista; Pasquale Orselli, comandante della prima squadra partigiana che giunge a Ravenna per la Liberazione; Fabio Melandri, responsabile settore sostentamento e munizioni, che verrà ucciso assieme a sua figlia dai nazifascisti.

### Bologna, Modena , Reggio Emilia
Nelle zone di Bologna e Modena operano, e sono noti per il numero e l'importanza delle loro azioni militari, Primo Bassi di Imola, Vindice Rabitti, Ulisse Merli, Aladino Benetti, Attilio Diolaiti, fucilato nel 1944 alla Certosa; Diolaiti è una figura di particolare rilievo in quanto organizza e partecipa alle prime brigate partigiane di Imola, militando nella Brigata Garibaldi "Alessandro Bianconcini", e fu presente anche a Bologna con la formazione "Fratelli Bandiera" e con la 7ª GAP. A Reggio Emilia, la 26ª Brigata Garibaldi prende il nome da Enrico Zambonini, partigiano anarchico in contatto con i fratelli Cervi. Zambonini, catturato assieme a Don Pasquino Borghi e ad altri partigiani, viene condannato a morte dal Tribunale speciale di Reggio Emilia e fucilato. Davanti al plotone di esecuzione, in segno di disprezzo e di sfida verso i suoi carnefici, gridò: "Viva l'Anarchia!". Nella piazza comunale di Villa Minozzo, suo paese d'origine, è stata posta una lapide a ricordo del partigiano anarchico.

### Piacenza
A Piacenza spiccano i partigiani anarchici Savino Fornasari e Emilio Canzi, comandante unico della XIII zona operativa del piacentino, al comando di 10000 partigiani. Dopo la Liberazione, entrambi moriranno in circostanze poco chiare in incidenti nei quali erano coinvolti automezzi alleati. 

## Liguria

### Continuità
La Liguria già qualche anno prima della seconda guerra mondiale aveva dato un contributo non indifferente alla lotta antifascista, con la partecipazione di molti anarchici alla Guerra di Spagna. Tra gli anarchici si ricordano Carlo Baccigalupo, combattente in Spagna nel 1937; Virgilio Bertola, miliziano della colonna "Buenaventura Durruti", che partecipa agli scontri sul fronte di Madrid, di Aragona e di Huesca; Adamo Agnoletto, Nicola Turcinovich, Marcello Bianconi, Antonio Casella militarono nella colonna "Francisco Ascaso", che in seguito prenderà il nome di Carlo Rosselli; sempre nella colonna "Ascaso" militano Natale Cicuta, Aldo Fiamberti e Pompeo Crespi, il quale rimarrà ferito nella battaglia di Almudévar; Adelmo Godani, Renato Gori, Giuseppe Nardi, che militano successivamente in diverse formazioni; Giacomo Repetti, sebbene anarchico, combatte in una Brigata Garibaldi e viene ripetutamente ferito; Mario Traverso, caduto in Estremadura, fu miliziano della colonna "Carlo Rosselli"; Umberto Marzocchi, Commissario politico della colonna "Carlo Rosselli", riesce a tornare in Italia dopo essersi arruolato nella Legione Straniera. Fra gli anarchici rimasti in Liguria, Wanda Lizzari e Giuseppe Lapi finiscono al confino con l'accusa di svolto raccolte fondi illegali. Dopo l'8 settembre del 1943, i miliziani antifascisti liguri reduci della guerra di Spagna, inclusi quelli finiti nei campi d'internamento francesi dopo la ritirata delle forze repubblicane spagnole, prenderanno parte alla Resistenza, i cui preparativi proseguivano già dall'anno prima.
- Buona parte degli studi, riscoperta e divulgazione della Resistenza Anarchica sono dovuti a Guido Barroero mentre altri sull'opposizione anarchica al fascismo inseriti nella storia dell'anarchia genovese e del suo interagire col movimento operaio di Genova son dovuti a Gaetano Perillo, fra i comandanti degli Arditi del Popolo a Genova, comunista "di sinistra" a cui Genova ha dedicato un fondo per lo studio del movimento operaio Genovese situato a Palazzo Ducale (Genova).[15]

### Il caso di Sestri Ponente
per notizie storiche sull'ambiente antifascista sestrese e Genovese vedere

La vicenda di Sestri Ponente è particolare sia in Liguria che a livello nazionale sia per il legame con periodi storici del primo antifascismo che per la precisa documentazione raccolta da Guido Barroero.

### Inizio della rivolta a Genova
Per lo specifico della formazioni Anarchiche Squadre di Azione Patriottica (SAP) e Gruppi di Azione Patriottica (GAP) vedere

Uno dei primi momenti di rivolta contro i nazifascisti a Genova vede fra i suoi protagonisti l'anarchico Eugenio Maggi di Sestri Ponente. Nella città erano vivi i sentimenti antifascisti com'è ancora molto vivo il ricordo della Difesa della Camera del lavoro ad opera degli Arditi del Popolo e delle Formazioni di difesa proletaria a Genova. Dopo l'8 settembre 1943, giovani e meno giovani cominciano a raccogliere le armi abbandonate dai tedeschi. L'11 settembre si può considerare come data d'inizio della Resistenza nella città di Genova, quando un reparto di tedeschi, informato della presenza di un deposito di armi abbandonate in Via Andrea Costa, accorre per impossessarsene ma viene intercettato da una squadra di Sestresi fra cui Maggi e i compagni Vittorio Zecca e Giacomo Pittaluga. Gli antifascisti circondano il reparto tedesco ed inizia un furioso combattimento. I partigiani riescono a far saltare il camion che trasporta le armi e sebbene siano più numerosi dei tedeschi sono peggio armati e sono quindi costretti alla ritirata. Maggi si rifugia all'interno del chiosco di un'edicola di Viale Canepa (il 5 dicembre 2003 Maggi morirà improvvisamente a pochi passi proprio da quell'edicola che oltre mezzo secolo prima lo aveva salvato). Maggi diventerà miliziano della brigata SAP "Errico Malatesta", al comando di Antonio Dettori ed emanazione della Federazione dei Comunisti Libertari. Vittorio Zecca si assocerà alla Brigata Autonoma Langhe mentre Giacomo Pittaluga opererà nella Divisione garibaldina Coduri, che combatte nel Tigullio.
Oltre alle già citate formazioni anarchiche, nonché agli anarchici che militarono nella Resistenza, occorre ricordare la brigata SAP "Crosa" di Genova Nervi, nella quale ha militato Lorenzo Parodi, che in seguito, dopo una prima esperienza nei GAAP (Gruppi Anarchici Azione Proletaria) diverrà uno dei leader più carismatici di Lotta Comunista.
Sulla direttrice Genova-Arenzano operano squadre di azione della Federazione Comunista Libertaria. Individualmente, si ricordano ancora per il loro valore, Marcello Bianconi, membro del CLN di Pontedecimo, Emilio Grassini (della formazione SAP "Errico Malatesta" che operava a Sestri, Cornigliano, Sampierdarena), Caviglia, Sardini, Pittaluga.

### La Spezia, Sarzana
Nella zona de La Spezia e Sarzana agiscono formazioni in stretto contatto con la Bande Partigiane di Carrara e Lunigiana. Vi sono due gruppi consistenti comandati dai due anarchici Alfredo Contri e Del Carpio. Nella zona cadono in scontri a fuoco coi nazifascisti altri due partigiani anarchici molto conosciuti: Renato Olivieri, che aveva già subito 23 anni di carcere fascista, e Renato Perini.

## Lazio
A Roma la maggior parte degli anarchici non è organizzata in proprie formazioni e milita in gruppi partigiani di diversa natura, ad eccezione del gruppo autonomo di operai guidato da Riziero Fantini.
Di base nel quartiere di Montesacro di Roma, Fantini è uno degli organizzatori della Resistenza nell'area. Militante del circolo socialista di Coppito in gioventù, successivamente aderirà al movimento anarchico attivo nell'Aquilano. Emigrato negli USA nel 1910, conosce Sacco e Vanzetti. Tornato in Italia, tra il 1921-22 organizzerà dei comitati di supporto a favore dei due anarchici sotto processo negli USA, attività che gli varranno la schedatura da parte della polizia. Si sposterà successivamente nella Marche e poi a Roma. Nel 1943, in piena Resistenza, verrà catturato dai nazisti a causa di una delazione e successivamente fucilato a Forte Bravetta.
Le altre formazioni in cui si inseriscono gli anarchici sono principalmente quelle di Giustizia e Libertà e di Bandiera Rossa. Le brigate di Giustizia e Libertà sono comandate da Vincenzo Baldazzi, amico di Aldo Eluisi, azionista ma ideologicamente molto vicino al movimento anarchico.
I due, legati da una antica e profonda amicizia, erano stati fondatori degli Arditi del Popolo, provenendo entrambi dalle file degli Arditi. Baldazzi era stato allievo di Errico Malatesta. Nelle brigate di Bandiera Rossa militano anarchici come Raffaele De Luca ed Umberto Scattoni.
Altro partigiano anarchico molto conosciuto fu Ettore Dore, che era stato miliziano antifascista durante la guerra di Spagna militando nella colonna "Ascaso", sotto il comando di Carlo Rosselli.

## Veneto
A Verona si ricorda l'anarchico Giovanni Domaschi, il quale fondò ed organizzò il CLN operante in zona. Dal 1922 al 1943 aveva subito 11 anni di carcere fascista e 9 di confino con all'attivo 2 evasioni. Catturato, viene portato a Dachau ove morirà.

## Friuli-Venezia Giulia
Una parte di anarchici opera all'interno di formazioni comuniste, ad esempio nella divisione "Garibaldi-Friuli". A Trieste, Giovanni Bidoli coordina il lavoro delle squadre autonome anarchiche con i partigiani di altra estrazione politica; verrà deportato nei campi di concentramento tedeschi dai quali non farà più ritorno. La stessa sorte tocca a Carlo Benussi. Nicola Turcinovich, già miliziano della colonna "Ascaso" da Trieste si reca a Genova per combattere con le squadre anarchiche locali. Bande anarchiche costituiscono in Carnia una zona libera autogestita, sul modello delle repubbliche partigiane. Fra i partigiani anarchici della zona si ricorda Italo Cristofoli, caduto durante un attacco alla caserma dell'esercito tedesco a Sappada.

## Marche
Gli anarchici, per tradizione numerosi nella regione, non hanno tuttavia formazioni autonome di rilievo e confluiscono in diverse brigate partigiane ad Ancona, Fermo e Sassoferrato. A Macerata muore Alfonso Pettinari, che aveva già subito numerosi anni di confino e che in quel momento ricopriva l'incarico di commissario politico in una brigata Garibaldi. Ad Ascoli Piceno, i fratelli Loreti saranno protagonisti delle azioni della brigata, guidata dal comandante Spartaco Perini, nella Battaglia di Colle San Marco.

## Nomi di spicco
- Mario Betto, nome di battaglia Spartaco;
- Pietro Bianconi;
- Giuseppe Bifolchi;
- Pasquale Binazzi;
- Armando Borghi;
- Pietro Bruzzi;
- Emilio Canzi;
- Arrigo Cervetto, nella Resistenza su posizioni libertarie;

- Giovanni Domaschi;
- Nardo Dunchi, scultore di Carrara[23];
- Alfonso Failla;
- Augusta Farvo[24][25], miliziana delle brigate "Bruzzi Malatesta";
- Silvano Fedi[26];
- Gogliardo Fiaschi;
- Gino Lucetti;
- Eugenio Maggi[27];
- Mario Mantovani;
- Giovanni Mariga, insignito della Medaglia d'Oro al Valor Militare, non accettò l'onorificenza per coerenza con i propri ideali;

- Umberto Marzocchi;
- Ugo Mazzucchelli, comandante del Battaglione "Lucetti";
- Lorenzo Parodi;
- Mario Orazio Perelli;
- Umberto Scattoni,
- Elio Wockievic, disertore di origini goriziane, comandante della Lunense[28];